# Карпухин, Олег Иванович
Оле́г Ива́нович Карпу́хин (5 июля 1946, Кокчетав, Казахская ССР — 22 октября 2024, Москва) — советский и российский партийный, государственный и общественный деятель, учёный-социолог и культуролог. Доктор социологических наук, профессор.
Один из крупнейших исследователей жизни и творчества писателя Николая Алексеевича Раевского (1894—1988), способствовал публикации ряда его малоизвестных произведений.
Советник Председателя Совета Федерации Федерального Собрания Российской Федерации, ответственный секретарь Совета по государственной культурной политике при Председателе Совета Федерации Федерального Собрания Российской Федерации.

## Биография
Родился в Казахстане в семье москвичей, эвакуированных в годы Великой Отечественной войны.
Окончил филологический факультет Казахского государственного университета, где остался на преподавательской работе.
Затем находился на комсомольской и партийной работе. Был сотрудником ЦК ВЛКСМ, ЦК КП Казахстана, работал в аппарате ЦК КПСС (до 1987 года).
С 1987 года заместитель председателя правления Советского фонда культуры.
С 1990 года заместитель председателя, затем председатель Российского Пушкинского общества (до 1991 — Всесоюзного Пушкинского общества).
С 1993 года заместитель главного редактора журнала «Российская провинция».
Профессор кафедры философии, культурологии и политологии Московского гуманитарного университета. Преподавал курс «Менеджмент в сфере культуры и туризма». Специалист в области изучения проблем молодежи и культурной политики.
Являлся членом редакционных коллегий научных журналов «Социологические исследования», «Новые исследования Тувы», «Социально-гуманитарные знания», «Знание. Понимание. Умение».
Член Российского комитета Программы ЮНЕСКО «Информация для всех».
Умер 22 октября 2024 года в возрасте 78 лет.

## Награды и звания
- Заслуженный деятель науки Российской Федерации (25 июля 2007).
- Академик Международной академии наук (IAS, Инсбрук).
- Вице-президент Академии российской словесности.
- Почётный работник высшего профессионального образования Российской Федерации.
- Почётная грамота Министерства образования Российской Федерации.

## Подготовленные издания
- Белый исход глазами офицера армии Врангеля : комментированное научное издание произведений Н. А. Раевского «Дневник галлиполийца» и «Русский гарнизон в Болгарии» / сост. Е. И. Беликова, А. Г. Акимов ; вступ. ст. О. И. Карпухина, Э. Ф. Макаревича, А. А. Колесникова. — М.: URSS ; Ленанд, 2021. — 512 с.